# Pobodání
Pobodání je opakovaná penetrace těla jedince ostrým předmětem na krátkou vzdálenost. S pojmem pobodání úzce souvisí také pojem bodnutí, který označuje jednorázovou penetraci. Pobodání se často vyskytuje jako součást vraždy nebo atentátu, může však být rovněž doprovodným projevem loupeže nebo jiného trestného činu. Často je metoda pobodání využívána gangy nebo ve věznicích, a to díky relativně snadné dostupnosti a široké nabídce ostrých předmětů, kterými je možné pobodání provést. 
K pobodání může nicméně dojít i neúmyslně nebo může být součástí sebevraždy, kdy jedinec záměrně pobodá sám sebe za účelem smrti. Metoda pobodání je dále využívána při některých teroristických útocích nebo masových vraždách. V důsledku pobodání vznikají tzv. bodné rány. Historicky je pobodání jednou z nejběžnějších metod vykonání vraždy.

## Princip
Při pobodání dochází k průchodu ostrého předmětu pokožkou a jeho proniknutí do určité hloubky v těle. V závislosti na místě bodnutí, četnosti bodných ran a jejich intenzitě poté dochází ke zraněním, přičemž mezi nejvážnější z nich patří mj. poškození vnitřních orgánů, což může vést k rozsáhlému vnitřnímu krvácení. Ke smrti dochází častěji pokud je jedinec pobodán vícero bodnými ranami, ovšem i jedna bodná rána, která zasáhne mimořádně důležité orgány jako mozek, srdce, plíce nebo tepnu, může být snadno smrtelná. K úmrtím v důsledku pobodání dochází často také v důsledku krvácení, šoku či infekce.

## Statistiky
Jenom za celý rok 2013 došlo ve světě přibližně k osmi milionům případům pobodání. Ve Spojených státech amerických tvořilo asi 9 % všech vražd pobodání ostrým předmětem, přičemž tuto metodu k vraždě využilo asi 13 % žen a 8 % mužů.